# نظيرات النيسرية
نظيرات النيسرية (الاسم العلمي: Neisseriaceae) هي فصيلة من البكتيريا تتبع رتبة النيسريات من طائفة المتقلبات البيتا.

## التصنيف
- النيسرية